# Kim Jae-ryong
Kim Jae-ryong (김재룡?; Chagang, 1959) è un politico nordcoreano.
È un alto funzionario del Partito dei Lavoratori di Corea e un deputato dell'Assemblea Popolare Suprema, è stato anche Premier della Corea del Nord dall'aprile 2019 all'agosto 2020.

## Carriera
Si sa relativamente poco degli inizi della carriera di Kim. Prima della sua premiership, ha ricoperto incarichi di guida politica in vari siti industriali. Intorno al 2007 è stato nominato alla sua prima carica importante come segretario del comitato provinciale della Pyongan settentrionale. È stato nominato anche segretario ad interim del comitato provinciale del Chagang nel 2015 e dal 2016 al 2019 è stato ufficialmente segretario provinciale del partito.

### Premiership
Il 10 marzo 2019 Kim Jae Ryong è stato eletto all'Assemblea popolare suprema nelle elezioni parlamentari. Meno di un mese dopo, durante la prima sessione della 14ª Assemblea popolare suprema, Kim è stato nominato premier, in sostituzione di Pak Pong-ju.  Fu anche eletto membro del Politburo e della Commissione militare centrale.
Kim come premier ha anche condotto più ispezioni in tutto il paese da siti agricoli, fabbriche e persino a un progetto di appartamento nella capitale di Pyongyang .
Ryong è stato sollevato dalla sua posizione di premier il 13 agosto 2020 ed è stato sostituito da Kim Tok-hun.

### Post-premiership
Dopo il suo licenziamento come premier, Kim è stato chiamato a guidare il Dipartimento Organizzazione e guida,  ed è stato responsabile dei preparativi per il 8 ° Congresso del Partito, dopo di che ha mantenuto il suo seggio nel Politburo.